# 侵华日军驻奉宪兵队部旧址
29°39′29.00″N 121°23′57.61″E / 29.6580556°N 121.3993361°E
侵华日军驻奉宪兵队部旧址，俗称北门小洋房，位于中国浙江省宁波市奉化区锦屏街道体育场路77号，建于二十世纪三十年代，由一周姓木匠所建，1941年4月奉化沦陷后因建筑北临路被日本宪兵队所占，并在路上设卡盘查过往行人，1949年后被接管，二十世纪八十年代被拍卖，产权归教育局，建筑坐北朝南，大门朝东，主楼一层明间为敞堂，后部曾设有楼梯，现已毁，二层明间为厅，外设有阳台，原主楼西侧设有偏屋，现已被改建，2015年9月1日奉化抗日战争纪念馆在此开馆，2016年7月11日公布为奉化市文物保护单位。